# Sporting Club de Ben Arous (football)
 (août 2024).
Si vous disposez d'ouvrages ou d'articles de référence ou si vous connaissez des sites web de qualité traitant du thème abordé ici, merci de compléter l'article en donnant les références utiles à sa vérifiabilité et en les liant à la section « Notes et références ».
Maillots
Le Sporting Club de Ben Arous (arabe : النادي الرياضي سبورتينغ بن عروس), plus couramment abrégé en SC Ben Arous, est un club tunisien de football fondé en 1945 et basé dans la ville de Ben Arous.
Le SCBA évolue durant la saison 2024-2025 en Ligue III.

## Histoire
Créé le 15 juin 1945, il participe aux compétitions à partir de 1948, en 6e division, et gravit progressivement les échelons. En 1958, il est en seconde division Nord, mais il continue à végéter dans les divisions inférieures. L'ancien joueur du Club africain, Faouzi Sghaier, prend sa présidence en 2008 alors qu'il est en quatrième division. En compagnie de l'entraîneur Mourad Bezioueche, il lui inculque l'ambition de progresser et d'avancer.
Le club parvient en Ligue III où un nouveau tandem Ali Megbeli-Nabil Ferchichi le hisse en Ligue II avec l'ambition d'aller encore plus loin.

## Palmarès
| \| - Championnat de Tunisie D3 (poule Nord, 4) : - Champion : 1963, 1973, 1994, 2012 - Championnat de Tunisie D4 (poule Nord, 1) : - Champion : 1968 \| \| - Championnat de Tunisie D5 (poule Tunis - Nord-Est, 1) : - Champion : 2004 \| |  |                                                                             |
| - Championnat de Tunisie D3 (poule Nord, 4) : - Champion : 1963, 1973, 1994, 2012 - Championnat de Tunisie D4 (poule Nord, 1) : - Champion : 1968                                                                                         |  | - Championnat de Tunisie D5 (poule Tunis - Nord-Est, 1) : - Champion : 2004 |

## Personnalités

### Présidents
- 1996-1997 : Slaheddine Letayef
- 1997-1999 : Moncef Mamlouk
- 2000-2001 : Habib Glenza
- 2001-2003 : Saïd Aguir
- 2003-2007 : Mohamed Mida
- 2007-2008 : Mohamed Mida puis Faouzi Sghaier
- 2008-2011 : Faouzi Sghaier
- 2011-2013 : Ali Megbeli
- 2013-2015 : Mohamed Gharbi
- 2015-2017 : Nader Essid
- 2017-2019 : Karim Kilani
- 2019-202.. : Ahmed Amine Baghdadi

### Entraîneurs
- 1960-1961 : Laâroussi Tsouri
- 1961-1964 : Driss Messaoud
- 1964-1965 : Salah Beji
- 1965-1967 : Ali Miloud
- 1967-1968 : Slim Zlitni et Driss Messaoud
- 1968-1970 : Driss Messaoud
- 1970-1973 : Slim Zlitni
- 1973-1974 : Skander Medelgi
- 1974-1976 : Driss Messaoud
- 1976-1979 : Raouf Jerbi
- 1979-1980 : Ali Sraïeb
- 1980-1981 : Raouf Jerbi
- 1981-1982 : Slim Zlitni
- 1982-1985 : Raouf Jerbi
- 1985-1986 : Faouzi Grassi puis Ahmed Mghirbi
- 1986-1987 : Ahmed Mghirbi puis Tahar Bellamine puis Khaled Moraï
- 1987-1988 : Hdjevski[Qui ?] puis Raouf Jerbi
- 1988-1989 : Georgi Guyrov
- 1990-1991 : Mohieddine Habita puis
Abdelhamid Hannachi
- 1991-1993 : Youssef Seriati
- 1993-1994 : Abdelmajid Gobantini puis Ali Sraïeb
- 1994-1995 : Ali Sraïeb puis Kamel Chebli
- 1995-1996 : Abdelmajid Gobantini puis
Mahmoud Bacha puis Mabrouk Fehmi puis Ali Kaabi
- 1996-1997 : Ahmed Zitouni puis Ammar Souayah
- 1997-1998 : Mokhtar Tlili puis Hassen Malouche puis Kamel Chebli
- 1998-1999 : Ali Sraïeb puis Mokhtar Tlili puis
Youssef Seriati puis Mahmoud Bacha
- 1999-2001 : Rached Glenza
- 2001-2002 : Hamadi Beji
- 2002-2003 : Salem Kraïem puis Hédi Mhedhebi
- 2003-2004 : Hédi Mhedhebi puis Mondher Msakni
- 2004-2005 : Hédi Mhedhebi puis Mourad Lassoued
- 2005-2006 : Hédi Mhedhebi puis Nabil Kouki
- 2006-2007 : Brahim Jomni
- 2007-2008 : Hédi Mhedhebi puis Mourad Bezioueche
- 2008-2009 : Mourad Bezioueche
- 2009-2010 : Mourad Bezioueche puis Nabil Ferchichi
- 2010-2011 : Wahid Menif
- 2011-2013 : Nabil Ferchichi
- 2013-2014 : Faouzi Rouissi[2]
- 2014-2015 : Faouzi Rouissi puis Hassine Ben Sedrine
- 2015-2016 : Lotfi Jebali
- 2016-2017 : Faouzi Rouissi[3] puis Nabil Ferchichi
- 2017-2018 : Nabil Kammoun puis Mohamed Azaïez
- 2018-2019 : Nader Werda
- 2019-202.. : Nabil Ferchichi